# 黑布斯莱本
黑布斯莱本（德語：Herbsleben）是德国图林根州的一个市镇。总面积25.02平方公里，总人口3016人，其中男性1509人，女性1507人（2011年12月31日），人口密度121人/平方公里。